# Elecciones municipales de Chiclayo de 1995
Las elecciones municipales de Chiclayo de 1995 se llevaron a cabo el 12 de noviembre de 1995 para elegir al alcalde y al Concejo Provincial de Chiclayo para el periodo 1996-1998. La elección se celebró simultáneamente con elecciones municipales en todo el país.

## Sistema electoral
La Municipalidad Provincial de Chiclayo es el órgano administrativo y de gobierno de la provincia de Chiclayo. Está compuesta por el alcalde y el Concejo Provincial.
La votación del alcalde y el concejo se realiza en base al sufragio universal, que comprende a todos los ciudadanos nacionales mayores de dieciocho años, empadronados y residentes en la provincia de Chiclayo y en pleno goce de sus derechos políticos, así como a los ciudadanos no nacionales residentes y empadronados en la provincia de Chiclayo.
El Concejo Provincial de Chiclayo está compuesto por 19 regidores elegidos por sufragio directo para un período de tres (3) años, en forma conjunta con la elección del alcalde (quien lo preside) La votación es por lista cerrada y bloqueada. Se asigna a la lista ganadora los escaños según el método d'Hondt o la mitad más uno, lo que más le favorezca. Es elegido como alcalde el candidato que ocupe el primer lugar de la lista que haya obtenido la más alta votación.

## Composición del Concejo Provincial de Chiclayo
La siguiente tabla muestra la composición del Concejo Provincial de Chiclayo antes de las elecciones.
| Partidos | Partidos                | Regidores |
| -------- | ----------------------- | --------- |
|          | Acción Popular          | 11        |
|          | Partido Aprista Peruano | 8         |

## Partidos y candidatos
A continuación se muestra una lista de los principales partidos y alianzas electorales que participaron en las elecciones:
| Candidatura | Candidatura | Partidos y alianzas                                                                   | Candidatos | Candidatos                 | Ideología                                | Resultado previo | Resultado previo | Ref. |
| Candidatura | Candidatura | Partidos y alianzas                                                                   | Candidatos | Candidatos                 | Ideología                                | Votos (%)        | Reg.             | Ref. |
| ----------- | ----------- | ------------------------------------------------------------------------------------- | ---------- | -------------------------- | ---------------------------------------- | ---------------- | ---------------- | ---- |
|             | AP          | Lista - Acción Popular (AP)                                                           |            | Miguel Bartra Grosso       | Humanismo Nacionalismo cívico Reformismo | 53.51%           | 11               |      |
|             | IND         | Lista - Lista Independiente N° 3 Movimiento Independiente Lambayecano de Apoyo Social |            | Sin información disponible | Localismo chiclayano                     | Nuevo            | Nuevo            |      |
|             | IND         | Lista - Lista Independiente N° 7 Somos Chiclayo                                       |            | Sin información disponible | Localismo chiclayano                     | Nuevo            | Nuevo            |      |
|             | IND         | Lista - Lista Independiente N° 9 Unidos                                               |            | Sin información disponible | Localismo chiclayano                     | Nuevo            | Nuevo            |      |

Otros candidatos
| Partidos y alianzas | Partidos y alianzas                                   | Candidatos                 |
| ------------------- | ----------------------------------------------------- | -------------------------- |
|                     | Lista Independiente N° 5 Unión por Chiclayo           | Sin información disponible |
|                     | Lista Independiente N° 11 Victoria                    | Sin información disponible |
|                     | Lista Independiente N° 13 Fraternidad                 | Sin información disponible |
|                     | Lista Independiente N° 15 Frente Unitario Progresista | Sin información disponible |
|                     | Lista Independiente N° 17 Todos por Chiclayo          | Sin información disponible |

## Resultados

### Sumario general
|                        |                                                                               |              |              |              |           |           |
| Partidos y coaliciones | Partidos y coaliciones                                                        | Voto popular | Voto popular | Voto popular | Regidores | Regidores |
| Partidos y coaliciones | Partidos y coaliciones                                                        | Votos        | %            | ±pp          | Total     | +/−       |
|                        | Acción Popular (AP)                                                           | 73,945       | 35.51        | –18.00       | 10        | –1        |
|                        | Lista Independiente N° 3 Movimiento Independiente Lambayecano de Apoyo Social | 56,341       | 27.06        | n/a          | 4         | +4        |
|                        | Lista Independiente N° 9 Unidos                                               | 49,403       | 23.72        | n/a          | 4         | +4        |
|                        | Lista Independiente N° 7 Somos Chiclayo                                       | 15,666       | 7.52         | n/a          | 1         | +1        |
|                        | Lista Independiente N° 5 Unión por Chiclayo                                   | 8,299        | 3.99         | n/a          | 0         | ±0        |
|                        | Lista Independiente N° 13 Fraternidad                                         | 2,253        | 1.08         | n/a          | 0         | ±0        |
|                        | Lista Independiente N° 15 Frente Unitario Progresista                         | 955          | 0.46         | n/a          | 0         | ±0        |
|                        | Lista Independiente N° 17 Todos por Chiclayo                                  | 883          | 0.42         | n/a          | 0         | ±0        |
|                        | Lista Independiente N° 11 Victoria                                            | 488          | 0.23         | n/a          | 0         | ±0        |
|                        |                                                                               |              |              |              |           |           |
| Total                  | Total                                                                         | 208,233      |              |              | 19        | ±0        |
|                        |                                                                               |              |              |              |           |           |
| Votos válidos          | Votos válidos                                                                 | 208,233      | 76.53        | –23.47       |           |           |
| Votos en blanco        | Votos en blanco                                                               | 23,979       | 8.81         | +8.81        |           |           |
| Votos nulos            | Votos nulos                                                                   | 39,880       | 14.66        | +14.66       |           |           |
| Votos emitidos         | Votos emitidos                                                                | 272,092      | 77.44        | +18.78       |           |           |
| Abstenciones           | Abstenciones                                                                  | 79,264       | 22.56        | –18.78       |           |           |
| Votantes registrados   | Votantes registrados                                                          | 351,356      |              |              |           |           |
|                        |                                                                               |              |              |              |           |           |
| Fuente:                |                                                                               |              |              |              |           |           |

## Elecciones municipales distritales

### Resultados por distrito
La siguiente tabla enumera el control de los distritos de la provincia de Chiclayo. El cambio de mando de una organización política se resalta del color de ese partido.
| Distrito            | Alcalde(sa) titular     | Partido político | Partido político          | Alcalde(sa) electo(a)        | Partido político | Partido político          |
| ------------------- | ----------------------- | ---------------- | ------------------------- | ---------------------------- | ---------------- | ------------------------- |
| Chongoyape          | Pedro Yupanqui Williams |                  | Partido Aprista Peruano   | Eduardo Yashimura Montenegro |                  | Lista Independiente N° 27 |
| Eten                | Ruben Ramos Chumioque   |                  | Lista Independiente N° 3  | Jorge Quiroz Díaz            |                  | Lista Independiente N° 19 |
| Eten Puerto         | Pedro Sánchez Chima     |                  | Partido Aprista Peruano   | Pedro Sánchez Chima          |                  | Lista Independiente N° 9  |
| José Leonardo Ortiz | Luis Gasco Bravo        |                  | Partido Aprista Peruano   | Luis Gasco Bravo             |                  | Lista Independiente N° 25 |
| La Victoria         | Luz Hernández Martínez  |                  | Acción Popular            | Segundo Cerdán Guevara       |                  | Lista Independiente N° 41 |
| Lagunas             | Ruperto Valdez Tello    |                  | Partido Aprista Peruano   | Luis Neciosup Salcedo        |                  | Acción Popular            |
| Monsefú             | Miguel Bartra Grosso    |                  | Acción Popular            | Teodoro Custodio Diez        |                  | Lista Independiente N° 9  |
| Nueva Arica         | Jaime Correa Castañeda  |                  | Izquierda Unida           | Garcilazo Díaz Alvarado      |                  | Lista Independiente N° 9  |
| Oyotún              | Julio Guerrero Guerrero |                  | Lista Independiente N° 3  | Segundo Becerra Torres       |                  | Lista Independiente N° 25 |
| Picsi               | Víctor Niño Farro       |                  | Lista Independiente N° 7  | Víctor Niño Farro            |                  | Lista Independiente N° 21 |
| Pimentel            | Enrique Thorne Ríos     |                  | Lista Independiente N° 13 | Luciano Palacios Pinglo      |                  | Lista Independiente N° 37 |
| Reque               | David Chirinos Hurtado  |                  | Acción Popular            | David Chirinos Hurtado       |                  | Acción Popular            |
| Santa Rosa          | Erland Rodas Díaz       |                  | Lista Independiente N° 5  | José Rodas Díaz              |                  | Lista Independiente N° 7  |
| Saña                | Socorro Aquino Gasco    |                  | Acción Popular            | Gilberto Gonzales Bernal     |                  | Lista Independiente N° 7  |